# Hendrik Tennekes
Hendrik (Henk) Tennekes (Kampen, 13 de diciembre de 1936) fue el director de estudios del "Real Instituto de Meteorología Neerlandés" (Koninklijk Nederlands Meteorologisch Instituut, o KNMI), y profesor de Ingeniería aeroespacial en la Universidad Estatal de Pensilvania. Es reconocido por su obra en los campos de la turbulencia y de los pronósticos multimodales. Ha sido autor del texto The Simple Science of Flight, y A First Course in Turbulence con John L. Lumley. El libro "A First Course in Turbulence", es un clásico que posee más de 2.000 citas en Google Scholar.
Tennekes ha sido un fuerte proponente del modelaje científico.
Ha sido miembro de la Real Academia Neerlandesa de Ciencias (Koninklijke Nederlandse Akademie van Wetenschappen, KNAW) desde 1982 hasta 2010.
Como escéptico a la conjetura del calentamiento global, ha dicho:

La adhesión ciega a la idea disparatada de que tales modelos climáticos pueden generar simulaciones 'realistas' del clima es la principal razón de porqué  soy un escéptico climático. De mis pensamientos en turbulencia aguardo esperanzado el día en que los modelos de clima corran con una resolución horizontal de menos de un kilómetro. Los horribles problemas de predictibilidad de los flujos turbulentos luego descenderán a la ciencia climática con creces.

'“Por qué el IPCC ignora los océanos? Los 25 dm superiores del mar contienen tanto calor como el total de calor que hay en la atmósfera. ¿Por qué los primeros 1000 metros de la superficie se han enfriado durante los últimos 5 años? No lo sabemos. Hasta que no comprendamos qué sucede con el calor en los océanos, los modelos que pretenden predecir el clima son totalmente inútiles.”

## Algunas publicaciones

### Libros
- The Simple Science of Flight, MIT Press, 1997. ISBN 0-262-70065-4
- The Simple Science of Flight. From Insects to Jumbo Jets. Revised and Expanded Edition, 2009. MIT Press. Paperback ISBN 978-0262513135
- A First Course in Turbulence, con John L. Lumley, MIT Press, 1972. ISBN 0-262-20019-8